# 礒永秀雄
礒永 秀雄（いそなが ひでお、1921年1月17日 - 1976年7月27日）は、詩人。旧朝鮮仁川出身。

## 人物
1921（大正10）年1月17日、旧朝鮮仁川の生まれ。詩人・童話作家。京城中学、姫路高校をへて東京帝大文学部美学科に進学。昭和18（1943）年、学徒動員で南方（ハルマヘラ島）へ行き、敗戦の翌年6月に復員。山口県光市に居住。やがて高校教師をしながら詩作を試み、23（1948）年、小詩集『天路への誘い』『聖玻璃彷徨』『夜の聖歌隊』を刊行。同年、結婚。25（1950）年、詩誌「駱駝」創刊。26（1951）年、詩集『浮灯台』で第１回山口県芸術文化振興奨励賞を受賞。昭和47（1972）年、山口県文学者訪中団の一員として中国訪問。これを機に翌48（1973）年4月、冨松博、名和文彦、古川薫、太田静一、中田潤一郎らと文芸同人誌「流域」を創刊。昭和51（1976）年7月27日没。山口県で没後5年ごとに礒永秀雄詩祭が開催されている（主催:礒永秀雄詩祭実行委員会、後援:山口件教育委員会・下関市教育委員会）。戦後の社会情勢とかかわって、時代を担う労働者の精神を高らかにうたいあげた。

## 受賞歴
- 昭和26(1951)年 - 詩集『浮灯台』で第１回山口県芸術文化振興奨励賞

## 著書
- 小詩集『天路への誘い』（1948年）
- 小詩集『聖玻璃彷徨』（1948年）
- 小詩集『夜の聖歌隊』（1948年）
- 詩集『浮灯台』（書肆ユリイカ、1951年）
- 詩集『別れの時』（書肆ユリイカ、1959年1月）
- 詩集『降る星の歌』（扉同人会、1964年6月）
- 詩集『海がわたしをつつむ時』（鳳鳴出版、1971年5月）
- 詩集『燃える海』（長周新聞、1973年11月）
- 詩劇集『夢の塔』（駱駝詩社、1956年11月）
- 『渇いた宿』（駱駝詩社、1957年1月）
- 童話集『四角い窓とまるい窓』（扉同人会、1964年1月）
- 童話集『夢の柩』（潮出版社、1971年6月）
- 『礒永秀雄選集』（長周新聞社、1977年10月）
- 『礒永秀雄詩集』（長周新聞社、1989年3月）
- 『礒永秀雄の詩と童話 青少年が奮起する作品集』（長周新聞社、2012年1月）

## 関連書籍
- 「詩人・礒永秀雄の急逝を悼む」（「流域」第11号、1976年9月）
- 『礒永秀雄の世界』（長周新聞社、2000年3月）